# Miruna Tarcau
 (février 2021).
Il peut être nécessaire de l'améliorer pour respecter le principe de neutralité de point de vue. Veuillez consulter la page de discussion pour plus de détails.

 (février 2021).
La mise en forme du texte ne suit pas les recommandations de Wikipédia : il faut le « wikifier ».
Les points d'amélioration suivants sont les cas les plus fréquents. Le détail des points à revoir est peut-être précisé sur la page de discussion.
- Les titres sont pré-formatés par le logiciel. Ils ne sont ni en capitales, ni en gras.
- Le texte ne doit pas être écrit en capitales (les noms de famille non plus), ni en gras, ni en italique, ni en « petit »…
- Le gras n'est utilisé que pour surligner le titre de l'article dans l'introduction, une seule fois.
- L'italique est rarement utilisé : mots en langue étrangère, titres d'œuvres, noms de bateaux, etc.
- Les citations ne sont pas en italique mais en corps de texte normal. Elles sont entourées par des guillemets français : « et ».
- Les listes à puces sont à éviter, des paragraphes rédigés étant largement préférés. Les tableaux sont à réserver à la présentation de données structurées (résultats, etc.).
- Les appels de note de bas de page (petits chiffres en exposant, introduits par l'outil «  Source ») sont à placer entre la fin de phrase et le point final[comme ça].
- Les liens internes (vers d'autres articles de Wikipédia) sont à choisir avec parcimonie. Créez des liens vers des articles approfondissant le sujet. Les termes génériques sans rapport avec le sujet sont à éviter, ainsi que les répétitions de liens vers un même terme.
- Les liens externes sont à placer uniquement dans une section « Liens externes », à la fin de l'article. Ces liens sont à choisir avec parcimonie suivant les règles définies. Si un lien sert de source à l'article, son insertion dans le texte est à faire par les notes de bas de page.
- La présentation des références doit suivre les conventions bibliographiques. Il est recommandé d'utiliser les modèles {{Ouvrage}}, {{Chapitre}}, {{Article}}, {{Lien web}} et/ou {{Bibliographie}}. Le mode d'édition visuel peut mettre en forme automatiquement les références.
- Insérer une infobox (cadre d'informations à droite) n'est pas obligatoire pour parachever la mise en page.

Pour une aide détaillée, merci de consulter Aide:Wikification.
Si vous pensez que ces points ont été résolus, vous pouvez retirer ce bandeau et améliorer la mise en forme d'un autre article.
Miruna Tarcau est le pseudonyme de Miruna Craciunescu, une écrivaine, chercheuse et éditrice québécoise.

## Formation
Née en 1990 à Bucarest (Roumanie), Miruna Craciunescu grandit à Montréal où sa famille est établie depuis 1992. Après des études en France et en Italie, elle complète ses études doctorales en littérature française à l'Université McGill, où elle rédige une thèse sur les figures marginales dans les romans historiques ayant pour toile de fond la période renaissante.
Pendant son stage postdoctoral à l’Université Laval et à l’Université de Gand, elle co-dirige la publication d’un recueil intitulé L’effondrement du réel : imaginer les problématiques écologiques à l’époque contemporaine aux éditions L’Esprit libre, et publie plusieurs contributions sur le site Literature.green.

## Activités de journalisme
Sa carrière d’éditrice et de journaliste débute en 2014. Miruna Craciunescu se joint à l’équipe de L’Esprit libre et contribue à mettre sur pied un média indépendant doté d’un site web, d’une revue et d’une maison d’édition. Elle publie dans cette revue plusieurs articles portant sur la politique, l’économie et l’industrie culturelle, et mène notamment une enquête sur la représentation des artistes issus de minorités culturelles dans les médias québécois,.
Parallèlement, elle continue de signer des articles dans Le Délit, le journal étudiant francophone de McGill où elle fait paraître une trentaine de critiques littéraires, d’entrevues et de textes d’opinion de 2009 à 2016. Elle collabore également à la revue Entrevous dans le cadre d’un stage en médiation culturelle à la Société littéraire de Laval. Elle publie aussi régulièrement des critiques dans le webzine La Recrue du mois (devenu "La Recrue" en 2019), né en 2007 d’une volonté d’encourager la relève littéraire québécoise, à l’initiative de Lucie Renaud.

## Édition
En 2018, elle devient la directrice littéraire des éditions Hashtag, fondées à Montréal par la romancière et traductrice Felicia Mihali. La maison accueille près d’une vingtaine de titres dans sa collection de romans, de poésie et d’essais au cours de ses deux premières années d’existence. Sébastien Émond, Laurence Caron-C., Cristina Montescu et Mattia Scarpulla comptent parmi les auteurs et autrices auxquels Miruna Craciunescu a offert un accompagnement éditorial pendant cette période.

## Œuvre littéraire
Miruna Craciunescu est encore inscrite au lycée Stanislas quand elle fait paraître son premier roman, L’île du diable, à l’âge de seize ans,. L’année suivante, elle participe au salon du livre de Paris où elle rencontre son deuxième éditeur, Christian Feuillette, qui publie ses deux romans de fantasy héroïque en 2007 et en 2009. Son œuvre de jeunesse, publiée sous le pseudonyme de Miruna Tarcau, reçoit un bon accueil médiatique, particulièrement auprès de la diaspora roumaine,,, ce qui sera également le cas par la suite pour son travail aux éditions Hashtag,.
En 2018, elle fait paraître L’apprentissage du silence aux éditions Hashtag, un roman de réalisme magique qui synthétise certaines de ses idées de recherche en faisant apparaître la difficulté de représenter l’intériorité féminine dans un roman historique. Les protagonistes de cet ouvrage, Élisabeth et David, vivent le temps à reculons et traversent sans vieillir les trois derniers siècles de la modernité, depuis la crise d’octobre jusqu’à la bataille des plaines d’Abraham, dans des pays comme l’Argentine, l’Inde britannique, l’Allemagne et Haïti.
Ses publications sous le pseudonyme de Miruna Tarcau incluent aussi plusieurs nouvelles et récits brefs. En 2021, elle participe au recueil Épidermes aux éditions Tête première avec sa nouvelle « La bien-aimée et le mal-lavé », qui s’inspire de récents travaux en zoopoétique pour donner la parole à une chatte. Avec Vilaines femmes (Nasty Women), elle traduit également une anthologie de récits féministes aux éditions Hashtag, en collaboration avec Felicia Mihali.

### Publications sous le nom de Miruna Tarcau

#### Romans
- L’île du diable, Montréal, Carte blanche, novembre 2006 (ISBN 9782895900825)
- La guerre des titans : Le choix de selenae, Montréal, Christian Feuillette, octobre 2007 (EAN 9782923438146)
- La guerre des titans : La naissance de l’élu, Montréal, Christian Feuillette, décembre 2009 (EAN 9782923438269)
- L’apprentissage du silence, Montréal, Hashtag, janvier 2018 (ISBN 9782924936016, présentation en ligne)

#### Textes brefs
- 2012. « En vert et contre tous », journal francophone Le Délit (McGill)[21].
- 2016. « La politique dans le boudoir », Revue Clit Club, vol. 01, Montréal, juin 2016.
- 2016. « Ratos rotos en el raval », trad. du français par Elena Pozzi, Montréal, Hispanophone.
- 2017. « Listes à la manière de Sei Shonagon », Trocs-paroles, Montréal, Entrevous, p. 18-19[22].
- 2017. « Finger fucking. Soumission d’un problème linguistique à l’Office québécois de la langue française », Montréal, Lieu commun, no 9, « Entre guillemets », p. 25-28.
- 2017. « La descente aux enfers. Métempsychose dialogique autofictionnelle », Scrivener & Lieu commun : une publication commune, p. 13-16.
- 2018. « Rites de passage invisibles », Entrevous, no 6, p. 12-13[23].
- 2018. « La Bohème sous les étoiles », Entrevous, no 5, p. 44-46[24].
- 2019. « Mythologies personnelles : réflexion autour de l’élaboration du regard scientifique », dans Contre-attaque esthétique, Montréal, éd. L’Esprit libre, p. 23-48[25].
- 2021. « La bien-aimée et le mal lavé », dans Épidermes, Sophie-Anne Landry et Mattia Scarpulla (dir.), Montréal, éd. Tête première.

### Publications sous le nom de Miruna Craciunescu

#### Recherche
- 2016. « La biofiction : essai de définition générique », actes du colloque Alumni C.L.E. Recherche du 25-26 juin 2015 à l’Université de Thessalonique (Grèce), Bologne, éd. Odoya, coll. « I libri di Emil », p. 143-165  (ISBN 978-88-6680-190-0).
- 2016. « Réactivation d’un imaginaire du XVIIIe siècle dans les Illusions perdues d’Honoré de Balzac », Chtip (Macédoine), Revue Palimpseste, vol. I, no 1, 2016, p. 135-148  (ISSN 2545-3998).
- 2017. « Chassé-croisé Lavocat/Ginzburg : vers une réhabilitation du différentialisme », L’ontologie du numérique. Entre mimésis et réalité, Servanne Monjour, Matteo Treleani et Marcello Vitali-Rosati (dir.), Sens public, Montréal, 2017[26]  (ISSN 2104-3272).
- 2018. « Fictionnalité et référentialité. Interrogations génériques : de l’autobiographie à la biofiction », dans Françoise Palleau et Lou Rowan (dir.), « Biographie et fiction/Biography and Fiction », Itinéraires. Littérature textes, cultures, vol. I[27]  (ISSN 2427-920X).
- 2018. « La réactivation d’un imaginaire de la sorcellerie dans L’œuvre au noir de Marguerite Yourcenar (1968) », Hughes Saint-Fort (dir.), Marguerite Yourcenar, Nouvelles Francographies, Revue de la Société des Professeurs Français et Francophones d’Amérique, numéro spécial 5, vol. VI, p. 19-30  (ISSN 2167-0498).
- 2019. « L’impuissance des grandes dames dans Le Maître de Garamond (2002) d’Anne Cuneo », Renaissance imaginaire : la réception de la Renaissance dans la culture contemporaine, dans Mélanie Bost-Fiévet et Sandra Provini (dir.), Paris, coll. Classiques Garnier, « Devenirs de la Renaissance française et européenne », p. 43-57  (ISBN 978-2-406-09158-5).
- 2020. « Le don d’une voix. L’engagement littéraire à la croisée de la biofiction et de la zoopoétique : le cas de l’Histoire du lion Personne de Stéphane Audeguy », dir. Marie-Hélène Boblet et Anne Gourio, ELFe XX-XXI [En ligne], n.º 9, 2020[28]  (ISSN 2262-3450).
- 2020. L’effondrement du réel : imaginer les problématiques écologiques à l’époque contemporaine, Miruna Craciunescu et Rémi Toupin (dir.), Montréal, éd. L’Esprit libre.

#### Entretiens
- 2019. « La violence du corps : la nature à l’épreuve des sens. Entretien de Miruna Craciunescu avec Audrée Wilhelmy autour du Corps des bêtes », dans Literature.green[29].
- 2019. « Remonter le courant : l’écriture de la nature pour interroger le passé ». Entretien de Miruna Craciunescu avec Éric Plamondon autour de Taqawan, dans Literature.green[30].
- 2020. « L’exotisme de la proximité : démystifier le quotidien pour dépoussiérer ses racines. Entretien de Blaise Hofmann avec Miruna Craciunescu, dans Literature.green[31].
- 2020.« Du marché Jean-Talon au littoral groenlandais : réflexions sur le paysage intérieur. Entretien d’Anne-Sophie Subilia avec Miruna Craciunescu », dans Literature.green[32].

#### Enquêtes
- 2014. « Une réflexion autour des coupures budgétaires dans le domaine culturel », Montréal, revue L’Esprit libre, « Culture, Québec, Société »[33].
- 2015. « La propriété intellectuelle : un concept en voie de disparition? », revue L’Esprit libre, « Culture, Québec, Société », 29 mai 2015[34].
- 2016. « La sous-représentativité des artistes issu-es de minorités culturelles dans les médias québécois », (In)visibilités médiatiques, Montréal, L’Esprit libre, vol. II, 2016, p. 57-79[5],[35]  (ISBN 978-2-9815618-1-7).
- 2017. « Du repli nationaliste aux appels à la solidarité : la crise des migrant-e-s divise l’Europe », Éclats, Montréal, éd. L’Esprit libre, coll. « Regard composé », 2017, p. 29-37[36],[37]  (ISBN 978-2-9815618-2-4).
- 2020. « Misères et splendeurs des monnaies virtuelles. Entrevue avec un investisseur bitcoin », revue L’Esprit libre, « Économie »[38].